# 藤森 (名古屋市)
藤森（ふじもり）は、愛知県名古屋市名東区の町名。現行行政地名は藤森一丁目及び藤森二丁目及び猪高町大字藤森（字石ケ根・香流・藤ノ木・森）。住居表示未実施。

## 地理
名古屋市名東区中央部に位置する。東は本郷一丁目、南は上社二丁目、北は猪高台一丁目・石が根町に接する。
猪高町大字藤森は、明徳公園の東部一帯に残る。東と北は藤森西町、西は猪高町大字猪子石、南は石が根町に接する。

### 字一覧
猪高町大字藤森とその前身である愛知郡藤森村の小字は以下の通り。消滅した字については背景色    で示す。
| 字                 | 字                   |
| ------------------ | -------------------- |
| 石ケ根（いしがね） | 杁ノ池（いりのいけ） |
| 色田（いろた）     | 大久田（おくた）     |
| 香流（かなれ）     | 小池刈（こいけがり） |
| 作田（さくた）     | 高柳（たかやなぎ）   |
| 中段（なかだん）   | 藤ノ木（ふじのき）   |
| 洞前（ほらまえ）   | 森（もり）           |

## 歴史

### 町名の由来
藤の花が多く咲く場所であることにより藤森と呼ばれるようになったという。

### 沿革
- 1889年（明治22年）10月1日 - 合併に伴い、愛知郡猪子石村大字藤森となる[1]。
- 1906年（明治39年）5月10日 - 合併に伴い、愛知郡猪高村大字藤森となる[1]。
- 1955年（昭和30年）4月5日 - 合併に伴い、名古屋市千種区猪高町大字藤森となる[1]。
- 1974年（昭和49年）11月1日 - 千種区猪高町大字藤森の一部により、同区藤森一丁目および藤森二丁目がそれぞれ成立する[1]。藤森南部土地区画整理組合の換地処分による[6]。
- 1975年（昭和50年）2月1日 - 名東区編入に伴い、同区藤森一丁目および藤森二丁目、猪高町大字藤森となる[1]。
- 1984年（昭和59年）2月11日 - 名東区猪高町大字上社の一部を一丁目に編入する[1]。上社土地区画整理組合の換地処分による[6]。
- 1986年（昭和61年）5月3日 - 名東区猪高町大字猪子石および大字上社の各一部を一丁目に編入する[1]。猪子石土地区画整理組合の換地処分による[6]。

## 世帯数と人口
2020年（令和2年）11月1日現在の世帯数と人口は以下の通りである。
| 丁目           | 世帯数    | 人口    |
| -------------- | --------- | ------- |
| 藤森一丁目     | 445世帯   | 1,055人 |
| 藤森二丁目     | 669世帯   | 1,366人 |
| 猪高町大字藤森 | 6世帯     | 12人    |
| 計             | 1,120世帯 | 2,433人 |

### 人口の変遷
国勢調査による人口の推移
| 2000年（平成12年） | 2,569人 | [ WEB 8 ]  |  |
| 2005年（平成17年） | 2,523人 | [ WEB 9 ]  |  |
| 2010年（平成22年） | 2,554人 | [ WEB 10 ] |  |
| 2015年（平成27年） | 2,511人 | [ WEB 11 ] |  |

## 学区
市立小・中学校に通う場合、学校等は以下の通りとなる。また、公立高等学校に通う場合の学区は以下の通りとなる。
| 丁目                 | 番・番地等 | 小学校                                       | 中学校               | 高等学校 |
| -------------------- | ---------- | -------------------------------------------- | -------------------- | -------- |
| 藤森一丁目           | 全域       | 名古屋市立猪高小学校                         | 名古屋市立猪高中学校 | 尾張学区 |
| 藤森二丁目           | 全域       | 名古屋市立本郷小学校                         | 名古屋市立藤森中学校 | 尾張学区 |
| 猪高町大字藤森字香流 | 全域       | 名古屋市立本郷小学校、名古屋市立豊が丘小学校 | 名古屋市立藤森中学校 | 尾張学区 |
| 猪高町大字藤森字森   | 全域       | 名古屋市立本郷小学校、名古屋市立豊が丘小学校 | 名古屋市立藤森中学校 | 尾張学区 |

## 施設
- 藤森第一公園[2]

一丁目に所在する公園で、1974年（昭和49年）10月18日開園。面積は0.28ヘクタール。
- 藤森第二公園[2]

二丁目に所在する公園で、1974年（昭和49年）10月18日開園。面積は0.34ヘクタール。

## 交通
- 愛知県道59号名古屋中環状線
- 愛知県道6号力石名古屋線

## その他

### 日本郵便
- 郵便番号 : 465-0026[WEB 3]（集配局：名東郵便局[WEB 14]）。

### WEB
1. 1 2  “愛知県名古屋市名東区の町丁・字一覧”.   人口統計ラボ. 2020年11月21日閲覧。
2. 1 2 3  “町・丁目(大字)別、年齢(10歳階級)別公簿人口(全市・区別)”.   名古屋市 (2019年4月22日). 2019年4月23日閲覧。
3. 1 2  “郵便番号”.  日本郵便. 2019年3月17日閲覧。
4. 1 2  “市外局番の一覧”.   総務省. 2019年1月6日閲覧。
5. ↑  “郵便番号”.   NAVITIME. 2020年11月21日閲覧。
6. 1 2  名古屋市役所市民経済局地域振興部住民課町名表示係 (2015年10月21日). “名東区の町名一覧”.   名古屋市. 2020年11月21日閲覧。
7. 1 2 3  “名古屋市道路認定図”.   名古屋市. 2020年11月21日閲覧。「名古屋市名東区猪高町藤森」のページを参考とした。
8. ↑  名古屋市役所総務局企画部統計課統計係 (2005年7月1日). “（刊行物）名古屋の町(大字)・丁目別人口 (平成12年国勢調査) 名東区” (XLS). 2017年10月8日閲覧。
9. ↑  名古屋市役所総務局企画部統計課統計係 (2007年6月29日). “平成17年国勢調査　名古屋の町(大字)別・年齢別人口 名東区” (XLS). 2017年10月8日閲覧。
10. ↑  名古屋市役所総務局企画部統計課統計係 (2012年6月29日). “平成22年国勢調査　名古屋の町(大字)別・年齢別人口 名東区” (XLS). 2017年10月8日閲覧。
11. ↑  名古屋市役所総務局企画部統計課統計係 (2017年7月7日). “平成27年国勢調査　名古屋の町(大字)別・年齢別人口” (XLS). 2017年10月8日閲覧。
12. ↑  “市立小・中学校の通学区域一覧”.   名古屋市 (2018年11月10日). 2019年1月14日閲覧。
13. ↑  “平成29年度以降の愛知県公立高等学校（全日制課程）入学者選抜における通学区域並びに群及びグループ分け案について”.   愛知県教育委員会 (2015年2月16日). 2019年1月14日閲覧。
14. ↑  “郵便番号簿 2018年度版” (PDF).   日本郵便. 2019年4月23日閲覧。

### 文献
1. 1 2 3 4 5 6 7 8  名古屋市計画局 1992, p. 868.
2. 1 2 3 4  「角川日本地名大辞典」編纂委員会 1989, p. 1552.
3. ↑  名東区区制20周年記念事業実行委員会 1995, p. 22.
4. ↑  名古屋市計画局 1992, p. 910.
5. ↑  名古屋市計画局 1992, p. 669.
6. 1 2 3  名東区区制20周年記念事業実行委員会 1995, p. 84.
7. 1 2 3 4  名古屋市緑政土木局緑地部緑地管理課 2017, pp. 142–143.